# Anatolij Gołyszew
Anatolij Giennadjewicz Gołyszew, ros. Анатолий Геннадьевич Голышев (ur. 14 lutego 1995 w Permie) – rosyjski hokeista.

## Kariera
- Awto Jekaterynburg (2012–2015)
- Awtomobilist Jekaterynburg (2013-2021)
  -  Sputnik Niżny Tagił (2016/2017)
  -  Gorniak Uczały (2019/2020)
- Bridgeport Islanders (2021)
- Awtomobilist Jekaterynburg (2021-)

Wychowanek klubu Mołot-Prikamje Perm. W KHL Junior Draft z 2012 został wybrany przez klub Awtomobilist Jekaterynburg z numerem 139 w piątej rundzie. Grał w drużynie juniorskiej tego klubu, Awto,  w juniorskich rozgrywkach MHL. Od sezonu KHL (2013/2014) zawodnik seniorskiego zespołu Awtomobilista w lidze KHL. W listopadzie 2014 przedłużył kontrakt z klubem o cztery lata. W grudniu 2015 przedłużył kontrakt z klubem do 2019. W marcu 2021 jego kontrakt został rozwiązany. Wkrótce potem ogłoszono jego transfer do New York Islanders w NHL. We wrześniu tego roku przedłużył umowę z tym klubem o rok. Ostatecznie nie zagrał jednak w NHL i w październiku 2021 został przekazany do zespołu farmerskiego, Bridgeport Islanders w AHL, a w grudniu 2021 wystawiony przez NYI na tzw. listę waivers. Wkrótce potem trafił ponownie do Awtomobilistu. W połowie 2022 podpisał tam dwuletni kontrakt.
Uczestniczył w turnieju mistrzostw świata do lat 20 edycji 2015.

## Sukcesy
Reprezentacyjne
- Srebrny medal mistrzostw świata juniorów do lat 20: 2015

Indywidualne
- KHL (2015/2016)
  - Najlepszy napastnik miesiąca – listopad 2015[10]
  - Czwarte miejsce w klasyfikacji strzelców w sezonie zasadniczym: 25 goli
- KHL (2018/2019):
  - Najlepszy napastnik miesiąca - wrzesień 2018[11]
- KHL (2023/2024):
  - Najlepszy napastnik etapu - finały konferencji[12]
  - Trzecie miejsce w klasyfikacji strzelców w fazie play-off: 9 goli
  - Pierwsze miejsce w klasyfikacji kanandyjskiej w fazie play-off: 18 punktów
  - Pierwsze miejsce w klasyfikacji +/- w fazie play-off: +13